# Огън в кръвта
 Тази статия е за мексиканската теленовела.  За албума на Андреа вижте Огън в кръвта (албум).  
„Огън в кръвта“ (на испански: Fuego en la sangre) е мексиканска теленовела, режисирана от Мигел Корсега, Едгар Рамирес и Алберто Диас, и продуцирана от Салвадор Мехия през 2008 г. за Телевиса. Адаптация е на колумбийската теленовела Las aguas mansas, създадена по оригиналната история от Хулио Хименес.
Участват Адела Нориега, Едуардо Яниес, Елисабет Алварес, Хорхе Салинас, Нора Салинас и Пабло Монтеро. В отрицателните роли са актьорите Гилермо Гарсия Канту, Диана Брачо и Сусана Сабалета.

## Сюжет
В един малък град живеят братята Рейес – Хуан, Оскар и Франко, заедно със състра си Либия. Последната поддържа интимни отношения със собственика на имението Сан Агустин Бернардо Елисондо, след което Либия умира при странни обстоятелства. Братя Рейес се заклеват, че ще отмъстят за гибелтта на сестра си. Бернардо има труден брак със съпругата си Габриела Асеведо, студена, авторитетна и огорчена жена. С тях живеят трите им дъщери – София, Сарита и Химена, и бащата на Габриела – дон Агустин. Рейес отиват в дома на Елисондо, със задачата да отмъстят за смъртта на Либия, заемайки мястото на работниците, които трябва да построят още една къща на Елисондо. Тогава братята се срещан със сестрите и планът им се променя. Те решават, че е по-добре да съблазнят дъщерите на Бернардо, а след това да ги накарат да страдат, заради страданията, които е преживяла сестра им. Хуан трябва да съблазни София, Оскар трябва да съблазни Химена, а Франко – Сарита.

## Актьори
Част от актьорския състав:
- Адела Нориега – София Елисондо Асеведо де Ескандон
- Едуардо Яниес – Хуан Роблес Рейес
- Елисабет Алварес – Химена Елисондо Асеведо
- Хорхе Салинас – Оскар Роблес Рейес
- Нора Салинас – Сара Елисондо Асеведо
- Пабло Монтеро – Франко Роблес Рейес
- Диана Брачо – Габриела Асеведо вдовица де Елисондо
- Гилермо Гарсия Канту – Фернандо Ескандон
- Мария Сорте – Ева Родригес
- Рене Касадос – отец Тадео
- Нинел Конде – Росарио Монтес
- Хоакин Кордеро – Агустин Асеведо
- Патрисия Рейес Спиндола – Кинтина
- Сусана Сабалета – Рут Урибе Асеведо
- Силвия Пинал – Санта
- Кристиан де ла Фуенте – Дамян Ферер
- Маргарита ла Диоса де ла Кумбия – Маргарита

## Премиера
Премиерата на Огън в кръвта е на 21 януари 2008 г. по Canal de las Estrellas. Последният епизод, 200, е излъчен на 2 ноември 2008 г.

## Адаптации
- Las aguas mansas (1994), (Колумбия), продукция на R.T.I. Colombia. С участието на Хуан Карлос Гутиерес, Хуан Себастиан Арагон, Луиджи Айкарди, Маргарита Ортега, Фабиана Медина и Патрисия Малдонадо.
- Трима братя, три сестри (2003), (Колумбия), продукция на R.T.I. Colombia, Caracol Televisión и Телемундо. С участието на Марио Симаро, Хуан Алфонсо Баптиста, Майкъл Браун, Дана Гарсия, Паола Рей и Наташа Клаус.
- Gavilanes (2010), (Испания), продукция на Gestmusic España. С участието на Родолфо Санчо, Рохер Беруесо, Алехандро Албарасин, Клаудия Басолс, Диана Паласон и Алисия Санс.
- Земя на честта (2014), (САЩ), продукция на Телемундо. С участието на Аарон Диас, Гонсало Гарсия Виванко, Кристиан де ла Кампа, Ана Лорена Санчес, Кимбърли дос Рамос и Скарлет Грубер.
- Pasión de Amor (2015), (Филипини), продукция на ABS-CBN. С участието на Джак Куенка, Еджай Фалкон, Джоузеф Марко, Арси Муньос, Елън Адарна и Колин Гарсия

## „Огън в кръвта“ в България
В България сериалът е излъчен през 2008–2009 г. по Диема Фемили. Ролите озвучават артистите Нина Гавазова, Христина Ибришимова, Йорданка Илова, Христо Узунов, Николай Николов, Димитър Иванчев.

## Награди и номинации
TVyNovelas 2009
| Категория                            | Личност                       | Резултат   |
| ------------------------------------ | ----------------------------- | ---------- |
| Най-добра теленовела                 | Салвадор Мехия                | Печели     |
| Най-добра актриса в главна голя      | Адела Нориего                 | Номинирана |
| Най-добър актьор в главна роля       | Едуардо Яниес Хорхе Салинас   | Номинирани |
| Най-добра актриса в отрицателна роля | Диана Брачо                   | Печели     |
| Най-добър актьор в отрицателна роля  | Гилермо Гарсия Канту          | Печели     |
| Най-добра актриса в поддържаща роля  | Патрисия Рейес Спиндола       | Печели     |
| Най-добър актьор в поддържаща роля   | Рене Касадос                  | Номиниран  |
| Най-добра истария или адаптация      | Лиляна Абуд                   | Номинирана |
| Най-добър режисьор                   | Мигел Корсега                 | Номиниран  |
| Най-добър оператор                   | Мануел Барахас Хесус Акуня Ли | Номинирани |

Bravo 2009
| Категория                            | Личност              | Резултат |
| ------------------------------------ | -------------------- | -------- |
| Най-добра актриса в отрицателна роля | Диана Брачо          | Печели   |
| Най-добър актьор в отрицателна роля  | Гилермо Гарсия Канту | Печели   |

Oye! 2008
- Най-добра музикална тема на теленовела: Para siempre / Висенте Фернандес

Fama 2008
- Най-добра актриса в главна роля: Адела Нориега

Resumen Anual de Televisa 2008
- Новела на годината